# Bilousivka, Bârzula
Bilousivka (în ucraineană Білоусівка) este un sat în comuna Savran din raionul Bârzula, regiunea Odesa, Ucraina.

## Demografie
Componența lingvistică a localității Bilousivka
     Ucraineană (98,88%)
     Română (1,12%)
Conform recensământului din 2001, majoritatea populației localității Bilousivka era vorbitoare de ucraineană (98,88%), existând în minoritate și vorbitori de română (1,12%).